# 圣尼古拉 (列日省)
圣尼古拉（法語：Saint-Nicolas，法語發音：[sɛ̃ nikɔla]）是比利时瓦隆大区列日省列日區的一个市镇，通行法语，是比利时法语社群的一部分，面积6.84平方千米，人口24,251人（2018年1月1日）。